# سنجار، ادلب
سنجار (به عربی: سنجار) یک روستا در سوریه است که در ناحیه سنجار واقع شده‌است. سنجار ۲٬۵۸۳ نفر جمعیت دارد.